# らんらんサンデー
らんらんサンデーは、2007年3月まで毎週日曜16:00～18:00に放送されていた、岐阜放送ラジオの自社製作のラジオ番組。

## 内容
- 基本的にはニュースや交通情報などを放送する情報番組。リスナーからのファックス、メールなどとともに音楽（童謡、クラシックなど）を流す、県内各地からの今日一日の出来事を紹介するなど、様々なコーナーがある（後述）。

## 以前の放送時間
- 15:30～17:40(～18:00)

## パーソナリティ
- 河村たか子（岐阜放送アナウンサー）

## コーナー
- 森と木のぬくもりのコーナー
- ラジオ夕刊
- レース速報
- サンデー俳句（第3週のみ）
- ヘルシークッキング和食で元気　　他

| 岐阜放送ラジオ 日曜 16時～ | 岐阜放送ラジオ 日曜 16時～ | 岐阜放送ラジオ 日曜 16時～   |
| 前番組                     | 番組名                     | 次番組                       |
| -------------------------- | -------------------------- | ---------------------------- |
| -                          | らんらんサンデー           | 三輪博子のジョイフルサンデー |